# Милан Ковачевић
Милан Ковачевић (Котор Варош, 23. јануар 1915 — Београд, 18. јул 1985) је био југословенски и српски атлетичар, спортски радник, новинар, сценариста и редитељ.

## Биографија
По завршетку средње школе (1933), студирао је на Техничком факултету у Загребу (до 1939). Бавио се атлетиком и био је члан Хрватског шпортског клуба „Конкордија“, Загреб (1929–1939). Од 1937. до 1939. био је технички референт Југословенског лакоатлетског савеза (савезни капитен), а од 1939. уредник гласила „Атлетика“ и сарадник „Илустрованих спортских новости“, оба из Загреба. По завршетку Другог свјетског рата био је функционер у Фискултурном савезу Србије и Југославије, уредник часописа „Фискултура“ (1945), замјеник главног уредника „Нашег спорта“ (1947–1952), предсједник Атлетског савеза Србије и потпредсједник Атлетског савеза Југославије (1948), предсједник Атлетског клуба „Црвена звезда“, уредник часописа „Спорт“ (1952–1957). Од 1958. до 1978, када је отишао у пензију, радио је у Телевизији Београд, прво као уредник за спорт у Новинарском сектору, потом као уредник Спортске редакције у Актуелно-информативном сектору и, напокон, као аутор и уредник серијала емисија Караван. Најзапаженије резултате у новинарству постигао је својим путописним емисијама Камером кроз свет и Караван, којем је посветио двије деценије рада (1963–1983). Снимио је више од 200 документарних емисија. Добитник је већег броја награда и признања спортских организација Југославије, Србије и Београда и новинарских награда „Веселин Маслеша“ (1969) и „Моша Пијаде“ (1974).
Први је радник Телевизије Београд који је за своје телевизијско стваралаштво добио Седмојулску награду СР Србије.

## Филмографија

### Сценариста
| Год.     | Назив                                                 | Улога \|- style="background: Lavender; text-align:center; " | 1960.-те | 1960.-те | 1960.-те | 1960.-те |
| 1964.    | Караван - Кањон Невидио                               | /                                                           |          |          |          |          |
| 1966.    | Караван - Јерма ТВ документарни филм                  | /                                                           |          |          |          |          |
| 1967.    | Караван - Ровачки катуни ТВ документарни филм         | /                                                           |          |          |          |          |
| 1968.    | Караван - Змијање ТВ документарни филм                | /                                                           |          |          |          |          |
| 1968.    | Караван - Око Кључа ТВ документарни филм              | /                                                           |          |          |          |          |
| 1970.-те |                                                       |                                                             |          |          |          |          |
| 1974.    | Буковица и Равни Котари - 1. део ТВ документарни филм | /                                                           |          |          |          |          |
| 1974.    | Буковица и Равни Котари - 2. део ТВ документарни филм | /                                                           |          |          |          |          |
| 1974.    | Буковица и Равни Котари - 3. део ТВ документарни филм | /                                                           |          |          |          |          |
| 1975.    | Караван - Скадарско језеро Документарни филм          | /                                                           |          |          |          |          |
| 1978.    | Караван о Београду ТВ мини серија                     | /                                                           |          |          |          |          |
| 1980.-те |                                                       |                                                             |          |          |          |          |
| 1980.    | Караван - Злетово ТВ документарни филм                | /                                                           |          |          |          |          |
| 1982.    | Дубровачки караван — Острво лава ТВ кратки филм       | /                                                           |          |          |          |          |

### Редитељ
| Год.     | Назив                                                 | Улога \|- style="background: Lavender; text-align:center; " | 1960.-те | 1960.-те | 1960.-те | 1960.-те |
| 1964.    | Караван - Кањон Невидио                               | /                                                           |          |          |          |          |
| 1966.    | Караван - Јерма ТВ документарни филм                  | /                                                           |          |          |          |          |
| 1967.    | Караван - Ровачки катуни ТВ документарни филм         | /                                                           |          |          |          |          |
| 1968.    | Караван - Змијање ТВ документарни филм                | /                                                           |          |          |          |          |
| 1970.-те |                                                       |                                                             |          |          |          |          |
| 1974.    | Буковица и Равни Котари - 1. део ТВ документарни филм | /                                                           |          |          |          |          |
| 1974.    | Буковица и Равни Котари - 2. део ТВ документарни филм | /                                                           |          |          |          |          |
| 1974.    | Буковица и Равни Котари - 3. део ТВ документарни филм | /                                                           |          |          |          |          |
| 1975.    | Караван - Скадарско језеро Документарни филм          | /                                                           |          |          |          |          |
| 1978.    | Караван о Београду ТВ мини серија                     | /                                                           |          |          |          |          |
| 1980.-те |                                                       |                                                             |          |          |          |          |
| 1980.    | Караван - Злетово ТВ документарни филм                | /                                                           |          |          |          |          |
| 1982.    | Дубровачки караван — Острво лава ТВ кратки филм       | /                                                           |          |          |          |          |

### Глумац
| Год.     | Назив                                           | Улога \|- style="background: Lavender; text-align:center; " | 1970.-те | 1970.-те | 1970.-те | 1970.-те |
| 1978.    | Караван о Београду ТВ мини серија               | Наратор                                                     |          |          |          |          |
| 1980.-те |                                                 |                                                             |          |          |          |          |
| 1982.    | Дубровачки караван — Острво лава ТВ кратки филм | Наратор                                                     |          |          |          |          |

### Селф
| Год.     | Назив                                                 | Улога \|- style="background: Lavender; text-align:center; " | 1960.-те | 1960.-те | 1960.-те | 1960.-те |
| 1964.    | Караван - Кањон Невидио                               | Наратор                                                     |          |          |          |          |
| 1966.    | Караван - Јерма ТВ документарни филм                  | Наратор                                                     |          |          |          |          |
| 1967.    | Караван - Ровачки катуни ТВ документарни филм         | Наратор                                                     |          |          |          |          |
| 1968.    | Караван - Змијање ТВ документарни филм                | Наратор                                                     |          |          |          |          |
| 1970.-те |                                                       |                                                             |          |          |          |          |
| 1974.    | Буковица и Равни Котари - 1. део ТВ документарни филм | /                                                           |          |          |          |          |
| 1974.    | Буковица и Равни Котари - 2. део ТВ документарни филм | /                                                           |          |          |          |          |
| 1974.    | Буковица и Равни Котари - 3. део ТВ документарни филм | /                                                           |          |          |          |          |
| 1975.    | Караван - Скадарско језеро Документарни филм          | Наратор                                                     |          |          |          |          |